# Evangelische Pfarrkirche Engelstadt

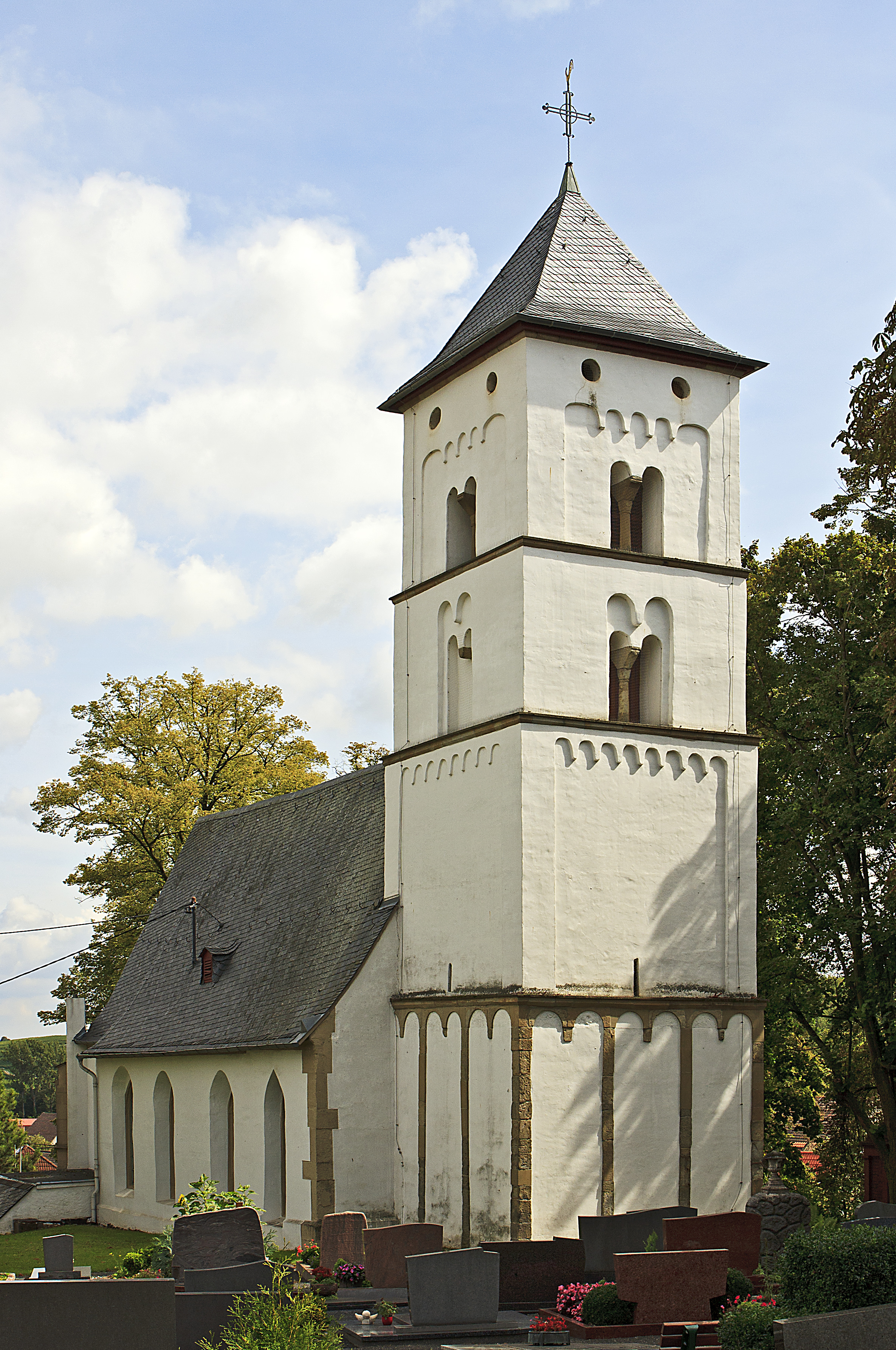
Evangelische Kirche in Engelstadt

Die evangelische Kirche in Engelstadt ist ein Saalbau aus dem 13. Jahrhundert. Ursprünglich war die Kirche dem Heiligen Mauritius geweiht. 

## Geschichte
Im Jahr 1228 wird die Kirche dem hl. Mauritius geweiht. In demselben Jahr ist erstmals ein Pfarrer in Engelstadt urkundlich erwähnt. Neben dem Pfarrer war spätestens seit 1295 ein Kaplan an der Kirche tätig.
Das Kirchenpatronat lag zu jener Zeit beim Kollegiatstift St. Andreas in Köln. Wegen der großen Entfernung zu Köln tauschte im Jahr 1324 dieses Chorherrenstift das Patronatsrecht mit dem Mainzer Liebfrauenstift mit Erlaubnis der Erzbischöfe von Köln und Mainz gegen dessen im Erzbistum Köln gelegene Güter in Geylen sowie sein Kirchenpatronat in Rumerskirchen. Die förmliche Besitzergreifung vor Notar und Zeugen fand am 28. März 1325 statt.
Als Folge der Reformation änderten sich 1556 die kirchlichen Verhältnisse. Die Reformierten, denen in der pfälzischen Kirchenteilung von 1705 die Kirche zugesprochen wurde, übernahmen die Pfarrei. 1591 wurde in Engelstadt eine reformierte Schule gegründet. Im Verlauf des Dreißigjährigen Krieges wurde die Kirche 1620 in Brand gesteckt und brannte aus, als zeitweiliger Ersatz diente eine Scheune. Die Katholiken errichteten 1697 eine Kapelle im Rathaus, die dem Heiligen Servatius gewidmet wurde.

## Äußeres
Der mächtige, nach Westen ausgerichtete ortsbildprägende romanische Turm aus dem 12. Jahrhundert ist durch Lisenen und Rundbogenfriese gegliedert. An der Südseite des Turmes befindet sich ein Portal mit breitem, bedeutsamen Reliefsturz, das auf das Ende des 11. Jahrhunderts datiert wird, über diesem Türsturz erhebt sich ein Entlastungsbogen mit rechteckiger Rahmung. Die Symbole auf diesem Portalsturz weisen auf die Heilsgeschichte hin.
Im Zweiten Weltkrieg wurde am 15. März 1945 der Turm durch einen Angriff teilweise zerstört.
Das Kirchenschiff bildet ein Saalbau aus dem 13. Jahrhundert. Er wird durch einen geosteten dreiseitig geschlossenen Chor abgeschlossen und ist spätgotisch mit barocken Veränderungen.
Die Kirche bildete bis etwa 1830, als die Befestigungen entfernt wurden, zusammen mit dem Friedhof eine Wehranlage. Der Friedhof erstreckt sich bis in die Gegenwart – wie es früher üblich war – um die Kirche herum, während in den meisten benachbarten Gemeinden der „Gottesacker“ aus dem Ortskern verlegt wurde.

## Fenster
Nachdem 1994 die einfach verglasten Fenster bei einem Sturm zerstört worden waren, wurden sie im selben Jahr durch solche aus farbigem Glas ersetzt.

## Glocken
Während des Ersten Weltkriegs sollte 1917 eine Glocke zum Einschmelzen abgegeben werden, sie wurde jedoch heimlich vergraben. Im Jahr 1942 musste die Glocke dann im Zuge der „Metallspende des deutschen Volkes“ doch abgeliefert werden, sie fand sich jedoch 1947 auf einem Glockenfriedhof nahe Hamburg wieder und kehrte 1948 in die Glockenstube zurück.

## Denkmalschutz
Die Kirche steht unter Denkmalschutz.